# هارولد جي. فوكس
هارولد جي. فوكس هو محامي كندي، ولد في 1896 في تورونتو في كندا، وتوفي في 1970.